# 17810 Brittholden
17810 Brittholden è un asteroide della fascia principale. Scoperto nel 1998, presenta un'orbita caratterizzata da un semiasse maggiore pari a 2,661222 UA e da un'eccentricità di 0,140429, inclinata di 12,322243° rispetto all'eclittica. Ha un diametro di 7,047 km e un periodo di rotazione di 8,5395 ore.